# 1494

## Родени
- 2 февруари – Бона Сфорца, полска кралица
- 24 май – Понтормо, италиански художник
- 12 септември – Франсоа I, крал на Франция
- 5 ноември – Ханс Закс, немски поет и драматург
- 6 ноември – султан Сюлейман Великолепни
- ? – Жан дьо ла Валет, велик магистър – хоспиталиер

## Починали
- 11 януари – Доменико Гирландайо, флорентински художник (р. 1449 г.)
- 17 ноември – Джовани Пико дела Мирандола, италиански философ
- 10 декември – Ханс Мемлинг, фламандски художник